# Delphacodes pseudonigripennis
Delphacodes pseudonigripennis är en insektsart som först beskrevs av Frederick Arthur Godfrey Muir 1917.  Delphacodes pseudonigripennis ingår i släktet Delphacodes och familjen sporrstritar. Inga underarter finns listade i Catalogue of Life.